# Jan van Asperen

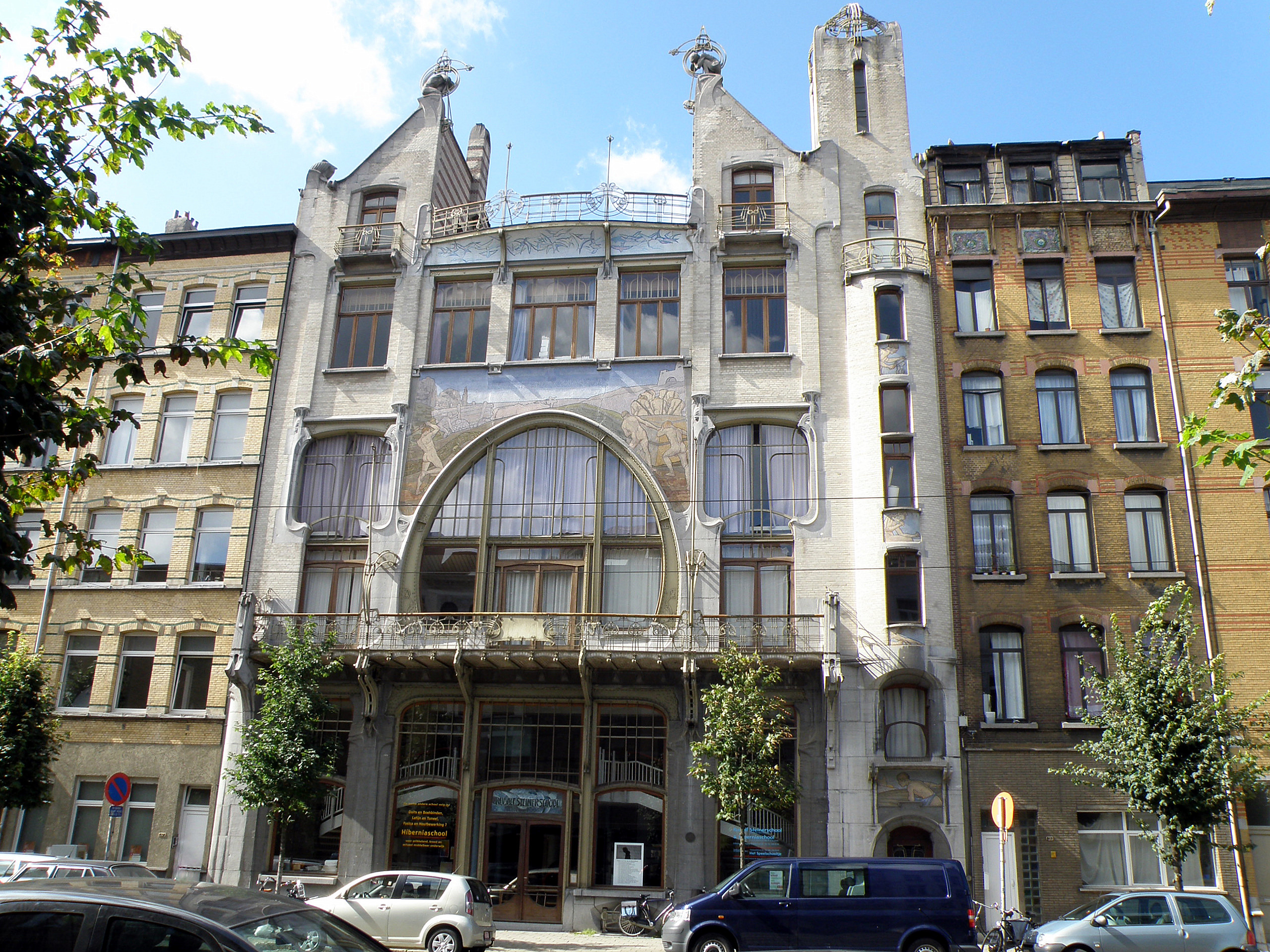
Maison du Peuple libérale à Anvers.

Jan van Asperen (La Haye, 1876 - Anvers, 1962) était un architecte belge d’origine hollandaise. Collègue et ami d’Émile van Averbeke, il fut, au début de sa carrière, l’un des principaux exposants de l’Art nouveau à Anvers, d’abord dans la forme plus exubérante de ce style (en particulier par sa composition de la Maison du Peuple de la Volkstraat), puis dans une forme plus sobre, mais opta ensuite pour le style Art déco, réalisant à partir de la décennie 1910 et dans l’entre-deux-guerres, notamment pour le compte de la municipalité anversoise, plusieurs bâtiments publics, souvent en collaboration.

## Biographie
D’origine haguenoise, Van Asperen fit ses études d’architecture à l’Académie des Beaux-Arts d’Anvers, où il eut pour condisciple Émile Van Averbeke, avec lequel il restera lié d’amitié sa vie durant, puis fut stagiaire chez l’architecte Émile Thielens, principal introducteur du style Art nouveau à Anvers. L’un de ses premiers ouvrages, conçu en collaboration avec Van Averbeke, restera du reste l’un des édifices Art nouveau les plus remarquables de la ville d’Anvers, la Maison du peuple libérale de la Volkstraat (1898-1901). Vint ensuite la réalisation du bâtiment Paon Royal (1899), de style Art nouveau et éclectique, sis Koningin Astridplein (près de la Gare centrale), sous la direction de Van Averbeke et Thielens. Il fut chargé de dessiner les plans du remblai-viaduc de la voie ferrée entre la gare centrale et la gare de Berchem, faubourg sud-est d’Anvers ; ledit remblai, assez emblématique de la ville d’Anvers, est constitué d’une enfilade de ponts et d’arches aveugles, scandée de tourelles et de clochetons. Van Asperen eut sans doute une part importante, aux côtés de Van Averbeke et Alexis Van Mechelen, dans l’élaboration du foyer de l’Opéra royal flamand (1905). Il fut engagé comme architecte par la municipalité anversoise, et fut ainsi amené de nouveau à collaborer avec Van Averbeke, architecte communal officiel ; c’est à ce titre qu’il concourut à la construction de la Salle des fêtes municipale (Stadsfeestzaal, 1908 ; concepteur principal Van Mechelen), de style éclectique, et de la caserne de sapeurs-pompiers de la rue du Palais (Paleisstraat, 1907), dans un Art nouveau plus dépouillé. Il devint lui-même architecte communal en 1910, puis conseiller en urbanisme à partir de 1920. Au concours organisé en 1933 en vue de l’aménagement de la Rive gauche d’Anvers, il présenta un projet fortement inspiré du voyage qu’il avait entrepris en Amérique du Nord, et se classa troisième. En 1934 lui fut confié la conception des jardins et plantations du grand cimetière Schoonselhof dans la lointaine banlieue sud d’Anvers.

## Principales réalisations

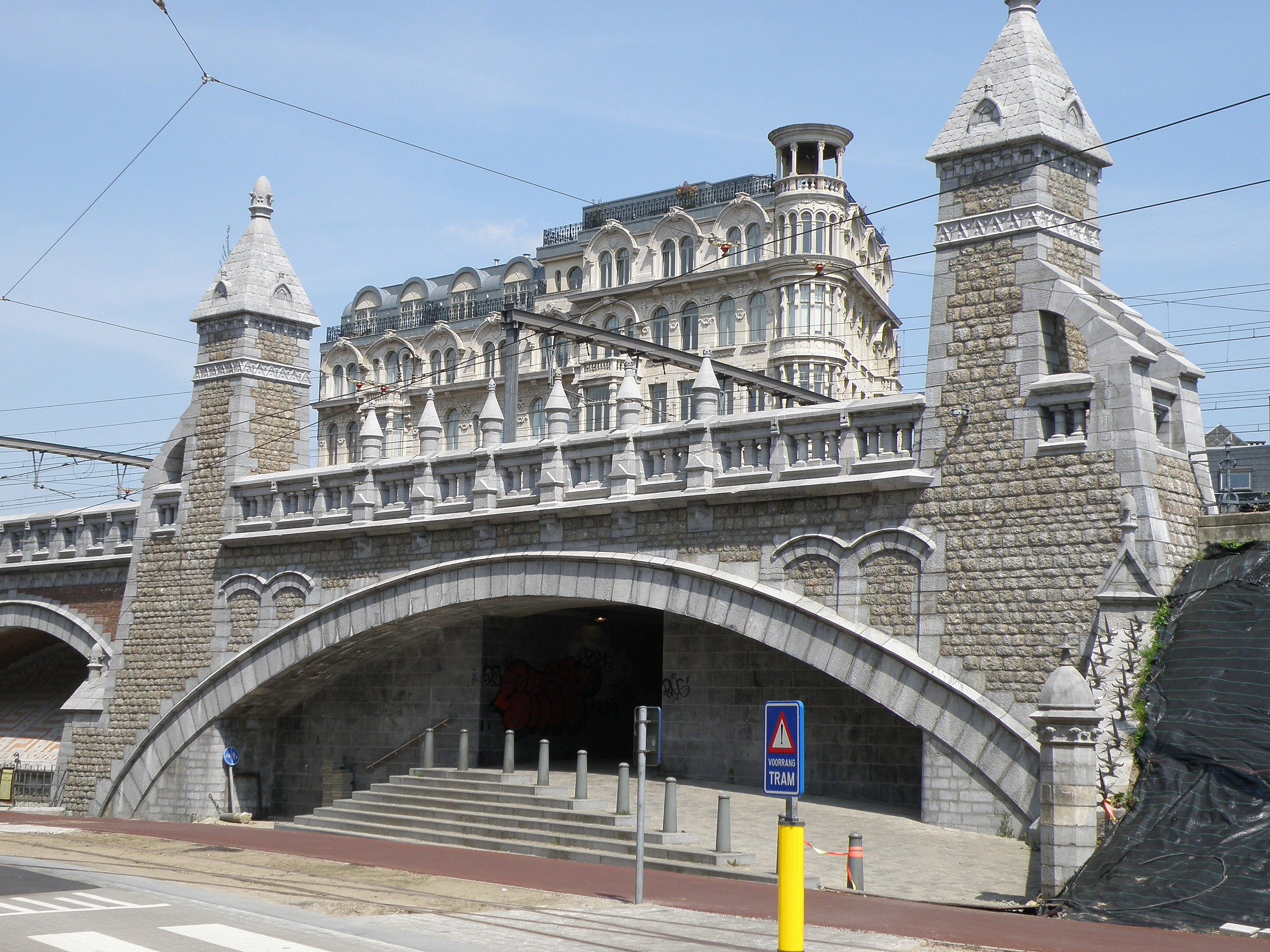
Une des arches qui supportent la voie ferrée entre la gare centrale d’Anvers et la gare de Berchem.

La Maison du peuple libérale Help u zelve (litt. Aide-toi toi-même), sise Volkstraat, à Anvers, conçue par Van Asperen vers 1900, en collaboration avec Van Averbeke, passe pour un des exemples les plus réussis du style Art nouveau dans la ville d’Anvers. La façade, à laquelle l’utilisation de matériaux polychromes et l’incorporation de mosaïques donne un aspect très coloré, se signale d’autre part, outre sa monumentalité générale, par la ferronnerie qui orne fenêtre et balcons, par la présence, au premier étage en travée principale, d’une grande baie en arc surhaussé, et par un ensemble de sculptures (pélican et hommes accroupis) qui la couronne. La fédération libérale, après qu’elle eut conçu le dessein, à la fin du XIXe siècle, de faire construire un édifice remarquable, destiné à servir de grand café avec salle de conférence, salle des fêtes, salle de théâtre et remise à l’usage de la boulangerie, décida d’en confier la conception à Jan Van Asperen. Il apparaît malaisé, attendu notamment que seul le nom de Van Asperen figure sur la demande de permis de bâtir, de faire le départ entre ce qui revient à Van Asperen et ce qui doit être attribué à Van Averbeke ; il semble que ce dernier ait conseillé son collègue sur la décoration de la façade et en aurait créé les mosaïques. L’édifice, après avoir connu différentes destinations, fut restauré entre 1989 et 1994 à l’effet d’y héberger une école Steiner, mais il ne reste rien ou fort peu de l’ameublement d’origine.
En 1899, il participa, sous la direction de Van Averbeke et Thielens, à la conception du café-restaurant Paon Royal, sis près de la Gare centrale. Cet édifice, d’ordonnance symétrique, comporte deux étages et cinq travées, dont en particulier les trois centrales, plus larges et en légère saillie, rehaussées d’une massive lucarne rectangulaire et couronnées d’un attique, attirent l’attention par leurs amples baies vitrées, carrées au premier étage et trigéminées et ogivales au deuxième, qui s’inscrivent dans trois vastes pans de mur (un pour chaque travée) légèrement en retrait par rapport au plan général de la façade ; ces pans, qui se terminent en plein-cintre, renferment d’une part, entre les baies du premier et du second étage, trois allèges ornées de sgraffites représentant des paons blancs sur fond brun, et d’autre part, sous les arcs plein-cintre, des panneaux également décorés de sgraffites, consistant en arabesques Art nouveau brun et jaune.

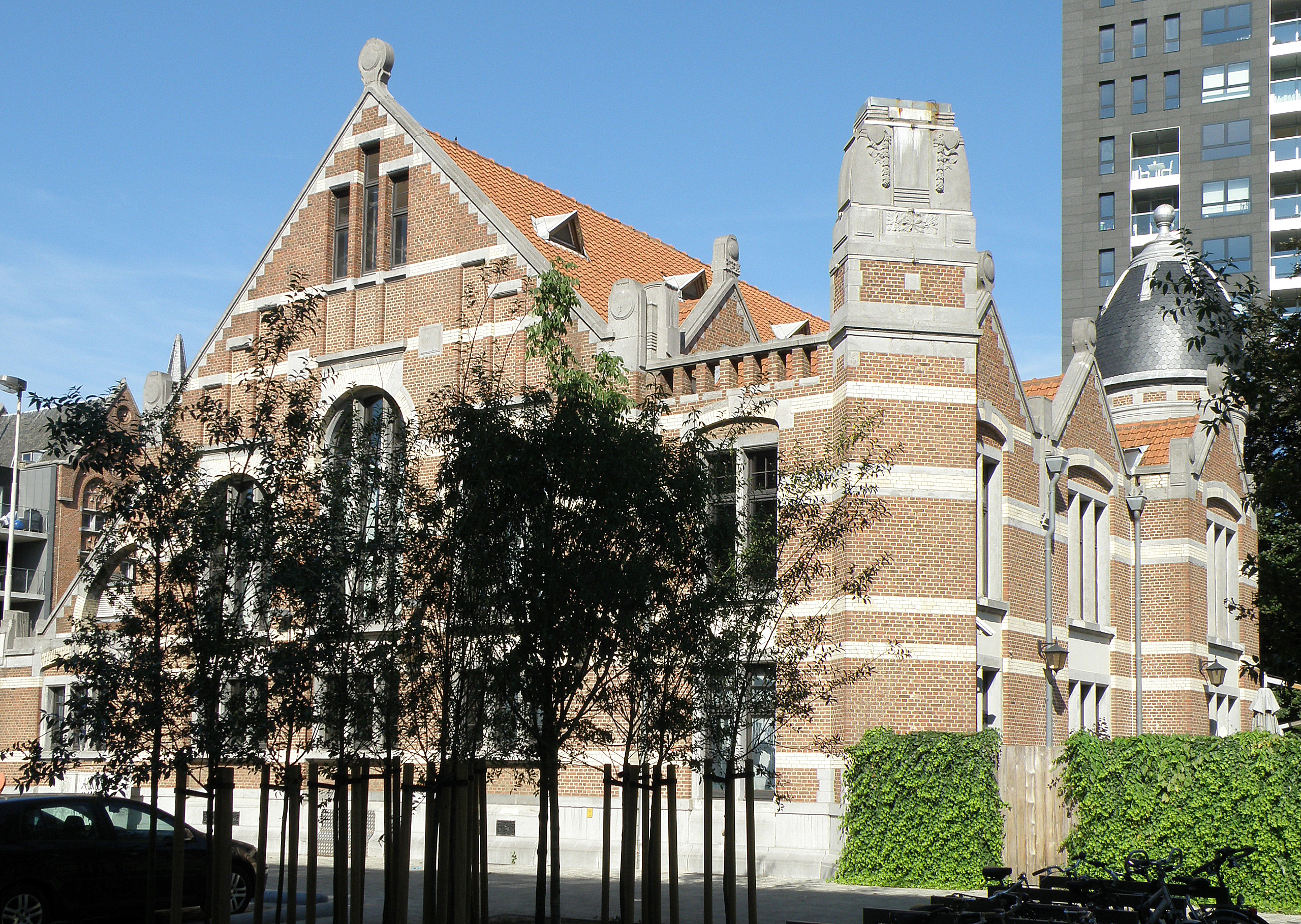
Maison d'accueil pour travailleurs, de style éclectique.

Conjointement avec Van Mechelen, il dessina en 1908 les plans d’une maison d’accueil pour travailleurs (schuilplaats voor werklieden), située Londenstraat à Anvers, sur commande de la municipalité alors libérale, afin de faire pendant à un bâtiment analogue, situé en face, de la mouvance sociale-chrétienne. Il s’agit d’un édifice sans mitoyenneté, d’un style éclectique hybride, en brique et pierre de taille bleue (pour les chambranles, bandeaux et éléments décoratifs), d’une ordonnance assez irrégulière sur plan au sol rectangulaire ; évoquant la forme d’une église, il se compose d’une façon de nef centrale de cinq travées et deux niveaux, percée de hautes fenêtres plein-cintre dans les façades pignon, et flanquée de « collatéraux » perpendiculaires à la nef à laquelle ils sont reliés par des arcs-boutants ; s’adosse à la nef, à son flanc sud, une tourelle ronde à escalier surmontée d’une coupole.
La caserne de sapeurs-pompiers de la Paleisstraat à Anvers, ensemble de corps de bâtiment disposés autour d’une cour intérieure, avec façade principale sur la Paleisstraat et une deuxième façade sur la Bestormingsstraat, fut réalisée selon des plans de Van Asperen dressés en 1907 en collaboration avec Van Averbeke, ce dernier s’étant chargé en particulier, semble-t-il, de dessiner les façades. Le corps de bâtiment sur la Paleisstraat présente une façade art nouveau fort sobre, en brique blanche avec usage décoratif de pierre de taille bleue, longue de neuf travées, combinant des murs pignons et gouttereau, et comprenant une « tour », qui correspond à la septième travée surélevée. Les deux premières et deux dernières travées, qui forment des façades pignon, sont les logis des officiers de sapeurs-pompiers, tandis que les autres travées, marquées au rez-de-chaussée par des portes cochères plein-cintre profilées, renferment les locaux fonctionnels. La façade porte l’empreinte typique de Van Averbeke, notamment par les lésènes de l’étage supérieur et par la présence de pans de mur en léger retrait s’étendant sur toute la hauteur de l’édifice et dans lesquels viennent s’inscrire les baies dont celle supérieure se termine en plein-cintre, éléments qui se remarquent également dans la caserne de pompiers de la Halenstraat (1912).

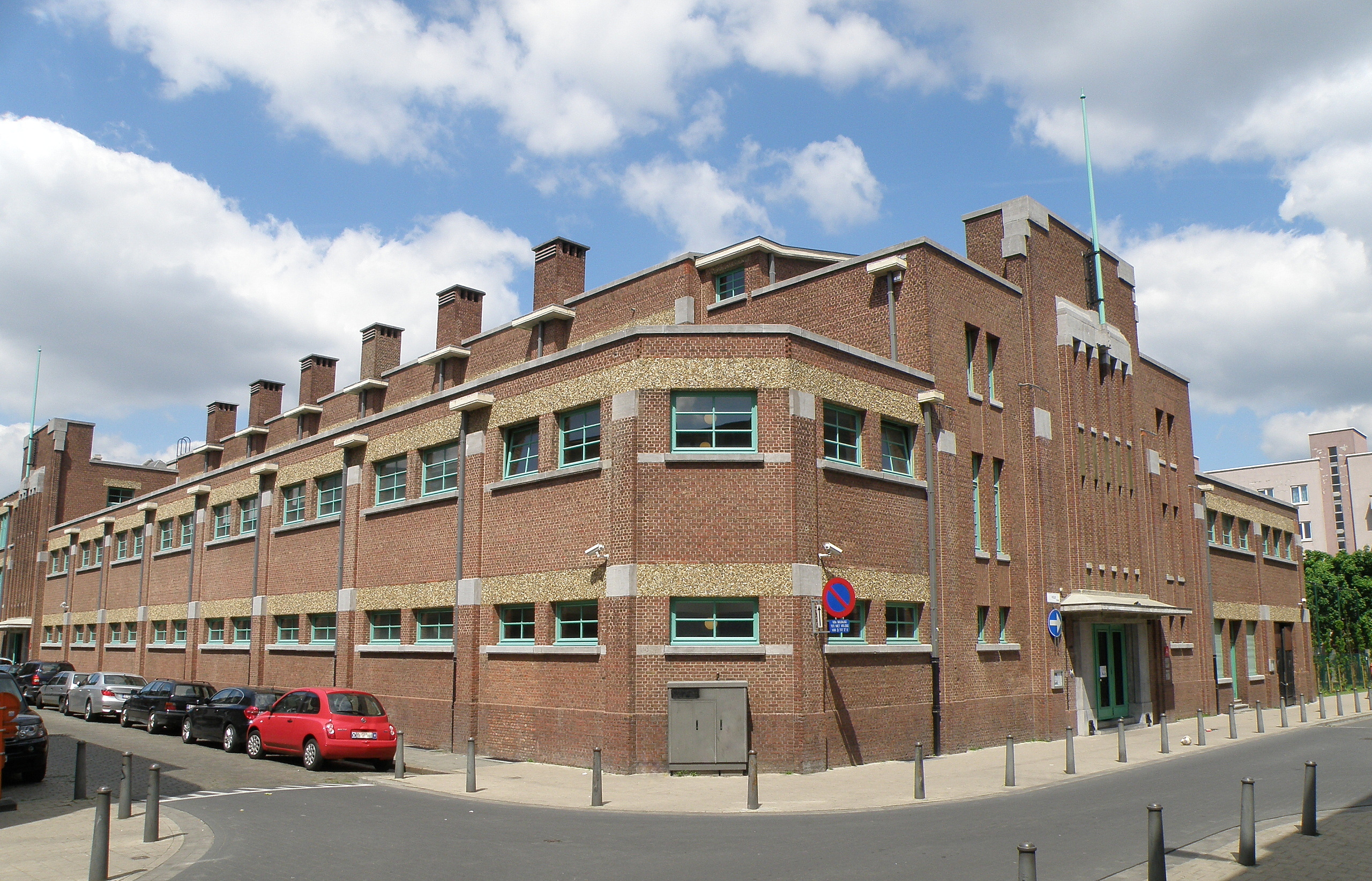
Piscine Art déco dans le quartier Stuivenberg à Anvers.

En 1895, Van Asperen livra, dans le cadre de la réalisation de la Gare centrale d’Anvers, les plans de la voie ferrée surélevée qui, longue de 1100 m, était destinée à relier la Gare centrale à la gare de Berchem (et, au-delà, à Malines et Bruxelles) et traverse les proches faubourgs de la ville. Ce remblai-viaduc est constitué d’une longue succession d’arches (rendues aveugles par une maçonnerie inclinée) et de ponts, qui se signalent par leurs parois latérales revêtues de matériaux variés et colorés (brique rouge, pierre de taille blanche et jaune, en provenance de carrières belges, ou carreaux composant des motifs) et surtout par l’aspect caractéristique et assez saugrenu des garde-fous d’acier ou de pierre qui couronnent ces ouvrages, et qui sont scandés par des tourelles (dont quelques-unes servent de tours d’escalier propres à permettre l’inspection régulière des arches), pinacles et clochetons, et ornés de sculptures, d’éléments de ferronnerie et de mosaïques.
Si la piscine municipale de la Veldstraat, construite en 1931-1933 dans le quartier ouvrier Stuivenberg, faubourg nord d’Anvers, est l’œuvre de l’ingénieur Jozef Algoet pour l’importante partie technique, ce sont Van Averbeke et Van Asperen qui réalisèrent la partie architecturale. L’édifice, d’une conception méticuleuse, tant à l’intérieur qu’à l’extérieur, présente sur ses deux longues façades (Veldstraat et A. Engelsstraat), composées de brique brune, avec bandeaux en conglomérat de galets, une ordonnance régulière et symétrique. L’équipement et l’ameublement de l’établissement (carrelages, boiseries, vitraux, cabines-vestiaires, tribunes, cafétéria, escaliers, stuc décoratif du plafond etc.) ont été préservés et fait l’objet récemment (vers 2010), tout comme l’extérieur du bâtiment, d’une rénovation et restauration approfondies.